# Centre National de Ressources Textuelles et Lexicales
El Centre national de ressources textuelles et lexicales (CNRTL), en español Centro Nacional de Recursos Textuales y Lexicales, es una organización francesa que pone en línea datos lingüísticos y textuales. Creado en 2005 por el Centro Nacional para la Investigación Científica (CNRS) de Francia, el CNRTL reagrupa en un mismo portal un conjunto de recursos lingüísticos digitalizados y de herramientas de tratamiento de la lengua.

## Historia y características
Esta organización fue creada el 22 de febrero de 2006, por la dirección del departamento « Homme et Société » junto a la Direction de l’information scientifique del CNRS, apoyándose en el centro de investigación (UMR) sobre análisis y tratamiento informático de la lengua francesa (Analyse et traitement informatique de la langue française, ATILF) que tiene el CNRS junto con la  universidad de Nancy. El ATILF es quien elabora y tiene bajo su responsabilidad el diccionario El tesoro de la lengua francesa digitalizado (TLFi). Este último proyecto se integra a través de la plataforma Ortolang en el proyecto europeo Clarin.
La base de datos del CNRTL evoluciona gracias al trabajo voluntario de otros laboratorios de la comunidad científica, que desean difundir y consolidar fondos lingüístico-textuales, y que aceptan la carta de adhesión editada por el CNRTL. El CNRTL también puede contribuir por sí mismo a la puesta en línea de informaciones consideradas de importancia e interés.
Las contribuciones de contenidos y herramientas son validadas por el comité de relectura del CNRTL y de los laboratorios participantes, y luego publicadas, con el objetivo de lograr una difusión amplia, segura, y fiable, de estos recursos.
La web del CNRTL puede recibir y responder más de 1.200.000 conexiones por día.